# Maciej Strzembosz
Maciej Tomasz Strzembosz (ur. 21 listopada 1960) – polski producent filmowy, a także scenarzysta i reżyser.

## Życiorys
Syn Tomasza i Marii. Został współwłaścicielem dwóch firm zajmujących się produkcją telewizyjną i filmową, tj. przedsiębiorstw Studio A oraz Prasa i Film. W 2004 objął stanowisko prezesa zarządu Krajowej Izby Producentów Audiowizualnych. Został członkiem Polskiej Akademii Filmowej. Był sekretarzem rady Polskiego Instytutu Sztuki Filmowej (2014–2017).
W 2013 odznaczony przez prezydenta Bronisława Komorowskiego Krzyżem Oficerskim Orderu Odrodzenia Polski.

## Filmografia
Na podstawie danych Internetowej Bazy Filmu Polskiego:
- 1997: Czas zdrady (producent, scenariusz)
- 1998: Miodowe lata (producent, scenariusz, współpraca reżyserska, dialogi, występy gościnne)
- 2000: Weiser (koproducent)
- 2001: Blok.pl (producent)
- 2001: Kocham Klarę (producent)
- 2002: Kasia i Tomek (producent)
- 2004: Całkiem nowe lata miodowe (producent, scenariusz, dialogi)
- 2004: Camera Café (producent)
- 2006: Kto nigdy nie żył… (scenariusz)
- 2006: U fryzjera (producent)
- 2006: Ranczo (producent)
- 2007: Halo Hans! (producent)
- 2007: Ranczo Wilkowyje (producent)
- 2007: Twarzą w twarz (scenariusz)
- 2009: Doręczyciel (producent)
- 2010: Ludzie Chudego (producent)
- 2011: Siła wyższa (producent)
- 2013: The Big Leap (producent)